# Bahia (cruzador)
O Bahia foi um navio cruzador operado pela Marinha do Brasil e construído pelos estaleiros da Armstrong Whitworth, no Reino Unido. Sua montagem teve início em agosto de 1907, o lançamento ao mar em janeiro de 1909 e o comissionamento em maio de 1910. A Revolta da Chibata estourou seis meses depois a bordo do Bahia e outros navios da marinha, com os amotinados mantendo a capital Rio de Janeiro sob ameaça de bombardeamento durante quatro dias, até o governo ceder às suas exigências, que incluíam a abolição de chicoteamentos como forma de punição.
O navio, junto a seu irmão Rio Grande do Sul, foi designado para a Divisão Naval em Operações de Guerra, durante a Primeira Guerra Mundial, a principal contribuição da Marinha do Brasil no conflito. A esquadra ficava baseada em Serra Leoa e Dacar, na África, e tinha a função de escoltar comboios aliados por uma área que acreditava-se estar repleta de u-boots alemães em patrulha. Ao final da guerra, o Bahia foi atingido pela pandemia da gripe espanhola, com 95% de sua tripulação sendo infectada, espalhando a doença para outras embarcações do grupo.
O cruzador passou por modernizações na década de 1920, quando recebeu novas turbinas e novas caldeiras, além de ser convertido para queimar óleo em vez de carvão. A reforma também resultou em mudanças estéticas na forma da adição de uma terceira chaminé. Os armamentos também foram modificados. O Bahia novamente serviu como escolta na Segunda Guerra Mundial, por quatro anos. A embarcação explodiu em 4 de julho de 1945, durante um exercício de treinamento no Oceano Atlântico, com apenas um pequeno número de sobreviventes sendo resgatados dias depois.

## Construção
O Bahia foi parte de um grande programa de expansão naval brasileiro, iniciado em 1904. Também planejados foram dois couraçados da Classe Minas Geraes, dez contratorpedeiros da Classe Pará, três submarinos e uma embarcação auxiliar de submarino. Seu projeto era muito inspirado na britânica Classe Adventure de cruzadores de reconhecimento, com o batimento de sua quilha ocorrendo no dia 19 de agosto de 1907, nos estaleiros da Armstrong Whitworth em Newcastle upon Tyne, Reino Unido. A construção demorou um ano e meio e o navio foi lançado ao mar em 20 de janeiro de 1909, sendo batizado pela Madame Altino Correia, em nome da Madame Dr. Araugo Pinho. O processo de equipagem demorou um pouco mais do que o esperado e adiou sua finalização para 2 de março de 1910, quando partiu para o Brasil, chegando em Recife no dia 6 de maio. O novo cruzador foi a quarta embarcação brasileira a ser nomeada em homenagem ao estado da Bahia e foi comissionado na Marinha do Brasil pouco depois, em 21 de maio de 1910. O Bahia e seu irmão mais novo Rio Grande do Sul eram os cruzadores mais rápidos do mundo na época, sendo os primeiros navios da marinha brasileira a usar turbinas a vapor como propulsão.

## Características

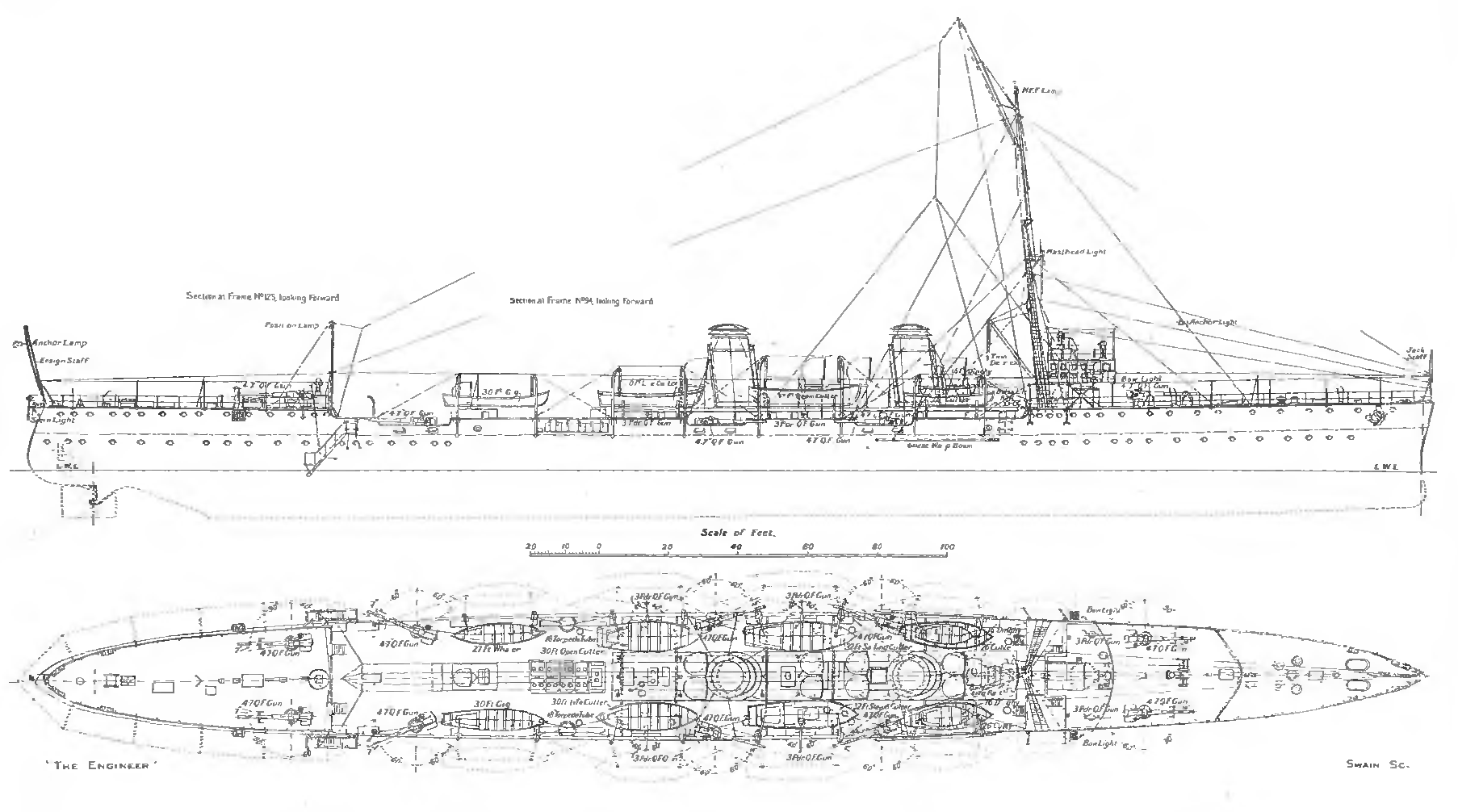
Desenho naval do Bahia

O Bahia tinha um deslocamento de 3 100 toneladas, com um comprimento de fora a fora de 122,38 metros e um entre perpendiculares de 115,82 metros. Sua boca ficava entre 11,89 e 11,91 metros, enquanto seu calado media 3,81 metros na proa, 4,75 a meia-nau e 4,42 na popa. Sua propulsão, quando construído, consistia em cinco turbinas a vapor Parsons e dez caldeiras Yarrow a carvão, o que permitia uma velocidade média de 25 nós (46 quilômetros por hora) quando totalmente carregado. Sua autonomia era de 1 400 milhas náuticas (2 600 quilômetros) a 23,5 nós (43,5 quilômetros por hora), ou 3 500 milhas náuticas (6 500 quilômetros) a dez nós (dezenove quilômetros por hora). Após reformas na década de 1920, o sistema de propulsão do Bahia passou a ser três turbinas a vapor Brown–Curtis e seis caldeiras Thornycroft movidas a óleo, o que aumentou sua velocidade média para 28 nós (52 quilômetros por hora). Seus armamentos inicialmente consistiam em dez canhões de 120 milímetros calibre 50, seis canhões de 47 milímetros calibre 50 e dois tubos de torpedo de 457 milímetros cada. Este armamento foi complementado na década de 1920, com a adição de três canhões automáticos de vinte milímetros, uma metralhadora de sete milímetros e mais quatro tubos de torpedo de 533 milímetros. Uma nova modernização na Segunda Guerra Mundial acrescentou dois canhões antiaéreos de 76 milímetros, no lugar de dois de seus canhões de 47 milímetros, e sete canhões de vinte milímetros. Já a blindagem era de dezenove milímetros no convés e 76 milímetros na torre de comando. Por fim, a embarcação era capaz de acomodar uma tripulação de entre 320 e 357 homens.

## História

### Revolta da Chibata
A economia brasileira estava passando por uma grave depressão na época em que o Bahia foi comissionado. As dificuldades econômicas e a disciplina severa aplicada na marinha geraram um motim conhecido como a Revolta da Chibata, que espalhou-se pelas embarcações brasileiras mais poderosas da época. Em 10 de setembro, uma carta anônima alertava o comandante do Bahia sobre o clima de insatisfação entre os marinheiros; mais tarde, ele declarou: "Não demos à ameaça maior importância".
Marinheiros negros a bordo do couraçado Minas Geraes, insatisfeitos com o tratamento violento que recebiam, iniciaram, no começo de 1910, planos de uma revolta, escolhendo como seu líder o experiente marinheiro João Cândido Felisberto. Um marinheiro foi sentenciado a ser açoitado em novembro, na frente de seus companheiros, mesmo com a prática já tendo sido abolida por lei. A punição foi aplicada até mesmo depois do marinheiro ter desmaiado, enfurecendo os futuros amotinados. Eles não estavam prontos e assim não podiam revoltar-se imediatamente, porém aceleraram seus preparativos e rebelaram-se em 21 de novembro, mais cedo do que originalmente planejado. Eles mataram vários oficiais, inclusive o capitão do Minas Geraes, enquanto outros oficiais foram forçados a abandonarem a embarcação. A revolta rapidamente espalhou-se para o couraçado São Paulo, para o navio de defesa costeira Deodoro e também para o Bahia. A tripulação deste último matou um de seus oficiais enquanto juntava-se à revolta. A disciplina nessas embarcações mesmo assim não foi relaxada: exercícios diários eram realizados e João Cândido ordenou que todo o álcool fosse jogado na água.
Os contratorpedeiros da Classe Pará permaneceram leais ao governo, com tropas do Exército Brasileiro posicionando-se no Palácio do Catete e ao longo da costa do Rio de Janeiro, porém nenhum grupo foi capaz de parar os amotinados. Muitos daqueles que cuidavam das defesas costeiras da cidade eram simpáticos às causas dos amotinados, com o Congresso Nacional do Brasil cedendo às exigências dos rebeldes sob a chance de que a capital poderia ser bombardeada pelos navios. As exigências incluíam a abolição dos açoitamentos, melhora nas condições de vida e anistia geral para todos os envolvidos.
Em uma carta dos revoltosos enviada do São Paulo, datada de 22 de novembro e endereçada ao presidente Hermes da Fonseca, na qual além do fim dos castigos físicos, era dado um "prazo de 12 horas para mandar-nos a resposta satisfatória, sob pena de ver a Pátria aniquilada"; este documento tem autoria disputada pelos historiadores, mas todos os possíveis redatores – Ricardo de Freitas (atribuído por José Miguel Arias Neto), Francisco Dias Martins (autodenominado "Mão Negra") e Adalberto Ferreira Ribas (atribuído por Marco Morel e Sílvia Capanema P. de Almeida) – serviam a bordo do Bahia, sendo considerados cultos o bastante para terem-na escrito. O governo emitiu perdões oficiais e uma declaração de arrependimento; sua submissão resultou no fim da revolta em 26 de novembro, quando o controle de todas as embarcações foi devolvida para a Marinha.

### Primeira Guerra

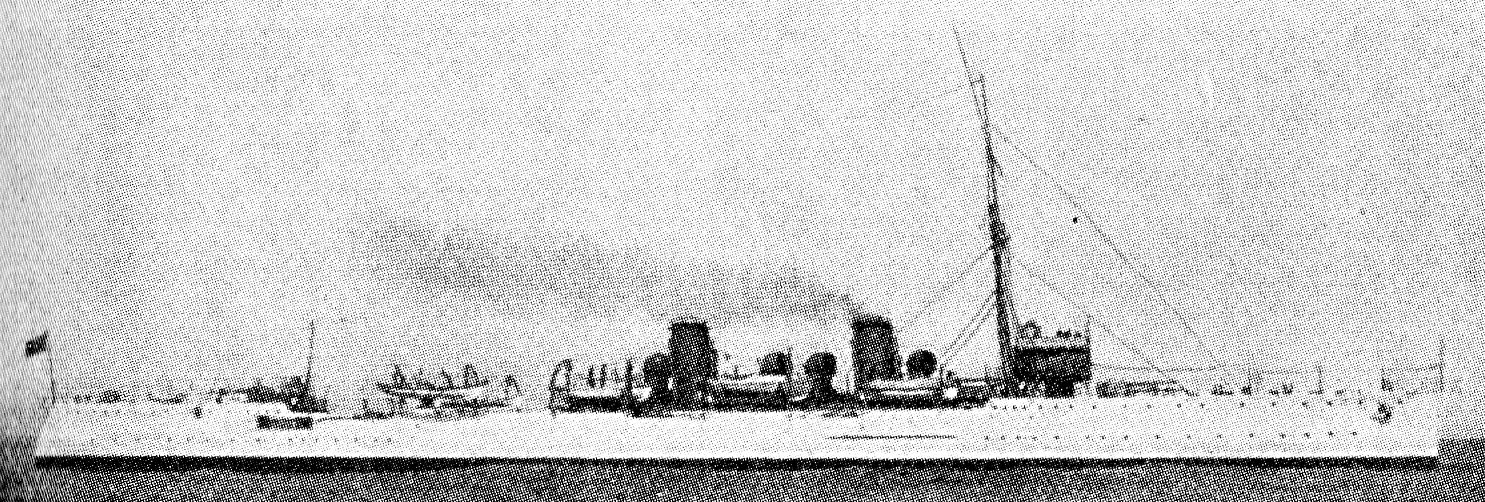
O Bahia em 1914

A Marinha do Brasil foi enviada para patrulhar o Oceano Atlântico Sul, nos primeiros anos da Primeira Guerra Mundial, muitas vezes na companhia de unidades navais francesas, britânicas e norte-americanas, porém seus navios receberam ordens de não se envolverem em qualquer confronto fora de suas águas territoriais, pois o Brasil até então não estava em guerra contra os Impérios Centrais. O país também procurou garantir que permanecesse totalmente neutro no conflito; o Bahia e o Rio Grande do Sul foram enviados para Santos em agosto de 1914, a fim de aplicar leis de neutralidade quando foi relatado que um cruzador alemão estava à espera perto do porto procurando por embarcações britânicas e norte-americanas. O Brasil entrou na guerra do lado da Entente em 26 de outubro de 1917 e declarou guerra contra os Impérios Centrais.
A marinha brasileira, a pedido dos britânicos, formou em 21 de dezembro de 1917, uma pequena força naval, com a intenção de enviá-la para serviço no outro lado do Oceano Atlântico. O Bahia foi nomeado em 30 de janeiro de 1918, como a nau capitânia da recém formada Divisão Naval em Operações de Guerra (DNOG), sob o comando do contra-almirante Pedro Max Fernando Frontin. Os outros navios designados para a divisão foram o seu irmão Rio Grande do Sul, os contratorpedeiros Piauhy, Rio Grande do Norte, Parahyba e Santa Catarina da Classe Pará, a embarcação de suporte Belmonte e o rebocador Laurindo Pitta.
A DNOG partiu em 31 de julho para a colônia britânica de Serra Leoa, na África. Pouco foi fornecido pelo próprio Brasil além dos navios e seus marinheiros, já que os outros países aliados ajudaram com as logísticas. Eles foram forçados a parar várias vezes no caminho para que o Belmonte pudesse transferir suprimentos, como carvão e água para os outros navios, mesmo com a ameaça de u-boots. A força chegou em segurança em Freetown no dia 9 de agosto, permanecendo no porto até 23 de agosto, quando partiram para Dacar, na colônia francesa do Senegal. Durante o percurso, a frota avistou o que parecia ser um torpedo indo em direção ao Belmonte, porém ele errou. O Rio Grande do Norte disparou várias vezes e soltou cargas de profundidade no que acreditavam ser um submarino alemão. A história oficial brasileira afirma definitivamente que afundaram um u-boot, porém o historiador Robert L. Scheina salienta que essa ação nunca foi confirmada, enquanto não há um consenso em obras sobre as perdas de u-boots na guerra.
A força brasileira chegou a Dacar no dia 26 de agosto e foi encarregada de patrulhar um triângulo que tinha Dacar, a colônia portuguesa de Cabo Verde e o território britânico de Gibraltar como vértices; os aliados acreditavam que essa área estava repleta de u-boots. Dessa forma, a missão dos brasileiros era patrulhar em busca de minas colocadas por submarinos alemães e garantir que comboios aliados pudessem passar em segurança. Complicações surgiram quando o Bahia e o Rio Grande do Sul tiveram problemas em seus condensadores, uma questão que foi agravada muito mais pelo clima quente e tropical da área em que os navios estavam servindo.
A esquadra foi atingida em setembro pela gripe espanhola. O contágio começou no Bahia e espalhou-se para os outros navios, durando por sete semanas. 95% das tripulações foram infectadas: 103 morreram no exterior e 250 morreram depois de já terem voltado para o Brasil. O Bahia, três dos quatro contratorpedeiros e o Laurindo Pitta foram enviados em 3 de novembro até Gibraltar, para operações no mar Mediterrâneo. No caminho, o cruzador avistou aquilo que acreditou ser um u-boot alemão, com o Bahia abrindo fogo até perceber que era na verdade um cardume de toninhas; este evento ficou popularmente conhecido como a "Batalha das Toninhas". Eles chegaram em Gibraltar no dia 9 ou 10 de novembro, escoltando o contratorpedeiro norte-americano USS Israel, porém a guerra terminou em 11 de novembro, com o Armistício de Compiègne.
O Bahia, acompanhado dos quatro contratorpedeiros da Classe Pará, viajou em algum momento do começo de 1919 para Portsmouth, no Reino Unido, em seguida atravessaram o Canal da Mancha, para Cherbourg-Octeville, chegando em 15 de fevereiro. O almirante Frontin encontrou-se com o Prefeito Marítimo francês antes de começar "eventos sociais"; estes furaram até 23 de fevereiro, quando as embarcações foram para Toulon e Frontin viajou para Paris. A DNOG foi dissolvida em 25 de agosto de 1919.

### Entreguerras

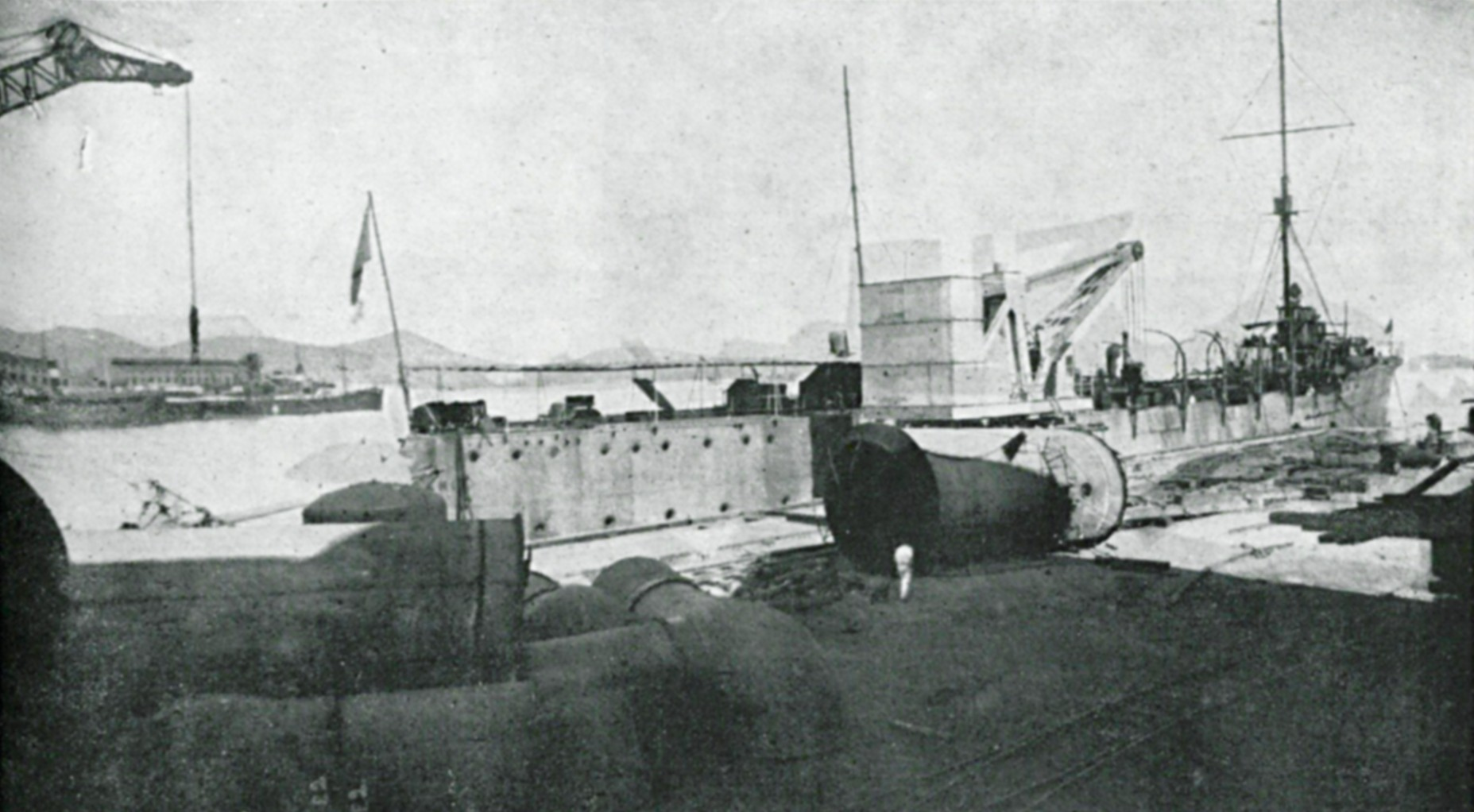
O Bahia ancorado na Ilha do Viana em 1922

O Bahia foi atracado na Ilha do Viana em algum momento de 1920, com o objetivo de passar por modernizações pelos estaleiros da Casa Lage, com o custo dessas reformas sendo estimado em quinze mil contos de réis. Entretanto, a embarcação ficou parada pelos cinco anos seguidos, com as obras só ocorrendo entre 1925 e 1926.
Nessas reformas, as cinco turbinas foram substituídas por três turbinas Brown–Curtis, enquanto as dez caldeiras foram trocadas por seis Thornycroft a óleo, o que necessitou da adição de uma terceira chaminé. Os antigos depósitos de carvão, junto com alguns dos espaços liberados pela redução de caldeiras, foram convertidos em tanques que podiam guardar 588 mil litros de óleo. Estas modificações permitiram que sua velocidade máxima aumentasse para 28 nós (52 quilômetros por hora). Todos os botes foram substituídos e três canhões automáticos Madsen de vinte milímetros, uma metralhadora Hotchkiss de sete milímetros e quatro tubos de torpedo de 533 milímetros foram adicionados para que a embarcação tivesse uma defesa contra aeronaves e maior poder contra navios de superfície. Mesmo assim, em 1930 o The New York Times considerou as embarcações da Marinha do Brasil  "obsoletas", e comentou que quase todas eram "mais velhas do que as consideradas eficientes pelas potências signatárias dos Tratados Navais de Washington e Londres".
O Bahia visitou a Filadélfia em meados de 1926, sob convite do governo dos Estados Unidos, para participar da Exposição Sesquicentenária. O Bahia e o Rio Grande do Sul escoltaram em junho de 1930 o presidente-eleito Júlio Prestes, em uma viagem aos Estados Unidos. Prestes viajou a bordo do transatlântico SS Almirante Jacequay e tinha a intenção de retribuir a visita que o então presidente-eleito, Herbert Hoover, fez ao Brasil em dezembro de 1928. Os cruzadores USS Trenton e USS Marblehead encontraram-se com as embarcações brasileiras a aproximadamente 160 quilômetros de Sandy Hook, e honraram Prestes com uma salva de tiros. Eles ficaram cinco horas sob nevoeiro no Canal de Ambrose, com o presidente-eleito indo para o pier a bordo de uma lancha; o Bahia fez uma salva de tiros e o Forte Jay respondeu com duas. Prestes foi para a Prefeitura de Nova Iorque e em seguida dirigiu-se para Washington, D.C. Ele permaneceu no país por oito dias até embarcar no transatlântico RMS Olympic e ir para a França. O Bahia e o Rio Grande do Sul enquanto isso, ficaram atracados no Estaleiro da Marinha no Brooklyn.
Durante a Revolução de 1930, o Bahia serviu junto com o Rio Grande do Sul, até este deserdar, e outros cinco ou seis contratorpedeiros ao longo da costa de Santa Catarina. O estado de São Paulo se revoltou dois anos depois na Revolução Constitucionalista, com o Bahia e outras embarcações participando do bloqueio do Porto de Santos, que estava sob controle dos rebeldes. O cruzador passou por reparos entre 1934 e 1935. Ele e o Rio Grande do Sul foram em novembro de 1935 para Natal no Rio Grande do Norte com o objetivo de ajudarem no fim de outra revolta. Os navios, como parte da missão, foram ordenados a afundar o SS Santos assim que o avistassem, já que vários líderes da revolução estavam tentando fugir a bordo, porém a embarcação escapou antes da chegada dos cruzadores.
O Bahia e o Rio Grande do Sul, entre 17 e 22 de maio de 1935, escoltaram o São Paulo com o presidente Getúlio Vargas a bordo pelo Rio da Prata até Buenos Aires na Argentina, em algum momento recebendo a companhia dos couraçados argentinos ARA Rivadavia e ARA Moreno, os cruzadores pesados ARA Almirante Brown e ARA Veinticinco de Mayo. Vargas estava devolvendo visitas feitas pelos presidentes da Argentina e Uruguai, Agustín Pedro Justo e Gabriel Terra. Vargas e Justo planejaram estar presentes na Conferência Comercial Panamericana em 26 de maio e abrirem uma conferência de paz para a Guerra do Chaco, com o presidente brasileiro retornando para o São Paulo e seguindo com sua frota para Montevidéu a fim de encontrar-se com Terra. No ano seguinte em 2 de março, o Bahia também escoltou o Almirante Brown e o Veinticinco de Mayo, este transportando o contra-almirante Eleazar Videla, ministro da marinha argentino, para uma viagem até o Rio de Janeiro.

### Segunda Guerra

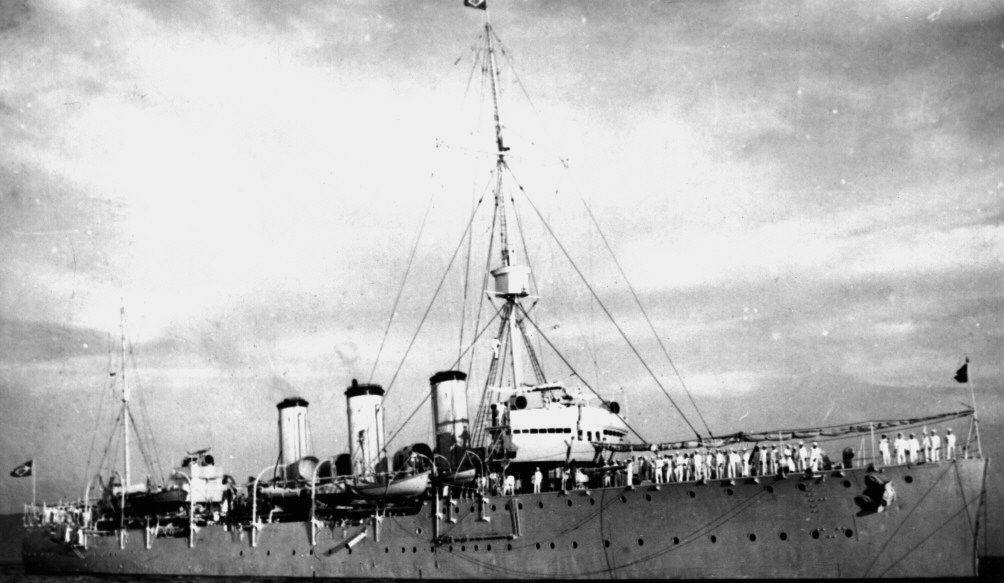
O Bahia em algum momento após sua modernização na década de 1920

O Brasil entrou oficialmente na Segunda Guerra Mundial em 31 de agosto de 1942, ao lado dos Aliados, com o Bahia sendo muito usado na Batalha do Atlântico para missões de escolta e patrulha. As fontes disponíveis diferem sobre o número exato de cada uma, algumas falam de 67 e 15 e outras em 62 e 11. O cruzador no total viajou por 101 971 milhas náuticas (188 850 quilômetros) em 358 dias, desempenhando um papel na proteção de mais de setecentos navios mercantes, porém ele e o Rio Grande do Sul foram denominados pela revista Proceedings do Instituto Naval dos Estados Unidos como "contratorpedeiros superdimensionados" que eram "relativamente lentos" para a época.
O Bahia foi modernizado duas vezes durante a guerra, em 1942 e em 1944, porém essas reformas não foram tão amplas quanto aquelas realizadas na década de 1920. Dois de seus canhões de 47 milímetros foram removidos e substituídos por dois canhões antiaéreos L/23 de 76 milímetros, enquanto seus canhões Madsen foram substituídos por canhões automáticos Oerlikon de vinte milímetros, com um sistema de controle de disparo sendo instalado. Duas cargas de profundidade também foram adicionadas, assim como localizadores de alcance para as armas de 120 milímetros, um sonar e um radar, além de outras modificações menores. A história oficial da Marinha do Brasil do cruzador relata a ocorrência dessas modificações, porém não especifica quando exatamente elas ocorreram e a ordem em que foram implementadas.
A embarcação estava escoltando o comboio BT 12, em 3 de junho de 1943, quando localizou uma mina naval, destruindo-a com um de seus canhões de vinte milímetros. Em 10 de julho, o sonar do Bahia teve uma detecção perto da costa de São Paulo, que foi atacada com cargas de profundidade; a história oficial da marinha afirma que o contato possivelmente foi o submarino alemão U-199, que foi afundado no mesmo mês, perto da costa do Rio de Janeiro, por aeronaves brasileiras e norte-americanas. O cruzador juntou-se em novembro de 1944 ao cruzador rápido USS Omaha e ao contratorpedeiro USS Gustafson, para escoltar o navio de transporte de tropas USS General M. C. Meigs, que estava carregando a quarta leva de tropas da Força Expedicionária Brasileira para a Campanha da Itália.

#### Naufrágio
A guerra terminou na Europa em maio de 1945 e várias embarcações dos países aliados, incluindo do Brasil, foram designadas para patrulharem o Oceano Atlântico, como navios de resgate, ficando ao longo de rotas atravessadas por aeronaves de transporte militar carregando pessoal e suprimentos da Europa para o Teatro de Operações do Pacífico que ainda estava ativo. O Bahia foi um desses navios, estando em 4 de julho ao nordeste do Brasil na área perto do Arquipélago de São Pedro e São Paulo. Os tripulantes empinaram uma pipa que foi amarrada atrás do cruzador e a usaram como alvo de treinamento para os canhões de vinte milímetros. Um dos tiros acertou a pipa, mas também acertou acidentalmente as cargas de profundidade na popa, uma consequência da falta de balaustradas, que normalmente impediriam que as armas fossem apontadas diretamente para a embarcação. A explosão acabou com a energia do navio e o Bahia afundou em três minutos.
Os sobreviventes aguentaram por quatro ou cinco dias sem comida, sob altas temperaturas e exposição ao Sol em jangadas improvisadas. O The New York Times relatou que alguns dos marinheiros ficaram loucos sob essas condições e pularam na água, onde supostamente foram devorados por tubarões. As fontes variam muito deste ponto em diante. Segundo um artigo da Time, a perda do Bahia só foi descoberta em 8 de julho, quando 22 sobreviventes foram resgatados pelo cargueiro SS Balfe. Por outro lado, Scheina disse que o desastre só foi descoberto quando o Rio Grande do Sul chegou no local quatro dias depois e não encontrou o Bahia.
As fontes discordam sobre o número de resgatados e o de mortos. A história oficial do navio fala em 36 resgatados e 336 mortos, enquanto o Navios de Guerra Brasileiros afirma que foram 36 de 339. Artigos de jornais contemporâneos também publicaram números diferentes; um artigo do Evening Independent publicado no dia seguinte da descoberta do acidente fala que o Bahia tinha uma tripulação de 383 homens, porém não dá mais nenhuma informação. O The New York Times dá os números de 28 salvos e 347 mortos, já o St. Petersburg Times afirma que foram 32 e 395. Entretanto, as fontes concordam que quatro técnicos de som norte-americanos morreram.
Os sobreviventes acreditavam que tinham batido contra uma mina que detonou um dos depósitos de munição. O vice-almirante Jorge Dodsworth Martins, chefe da inteligência naval brasileira, achou que o Bahia poderia ter sido torpedeado pelo U-530, que se rendeu sob circunstâncias estranhas em Mar del Plata, na Argentina, em 10 de julho, dois meses depois da rendição da Alemanha, porém o Ministério Naval da Argentina afirmou que teria sido impossível para o submarino viajar do local do naufrágio até Mar del Plata em seis dias. O U-977, cuja tripulação também estava indo para a Argentina em busca de asilo, também foi acusado de afundar o Bahia. Entretanto, investigações realizadas pelas marinhas dos Estados Unidos e do Brasil, consideraram que o cruzador realmente afundou devido ao acidente com as cargas de profundidade.